# Ангелско крило
Ангелско крило (на английски: angel wing, airplane wing, slipped wing, crooked wing, drooped wing), е синдром, срещащ се главно сред водоплаващи птици.
Симптомът е деформация на последната става на крилото, при което перата, вместо да лежат до тялото, стърчат перпендикулярно настрани. По неизвестни причини, ако дефектът се появи само в едното крило (което се случва), това е обикновено лявото крило. Този дефект не позволява на птиците да летят. Среща се у гъски, лебеди и патици, но може да се появи и у гълъби, папагали или голям ястреб.
Деформацията най-често се причинява от неправилно хранене, от твърде богата на въглехидрати и протеини храна или такава с ниско съдържание на манган, калций, витамин D и витамин E. Една от най-честите причини е храненето на дивите птици с хляб. Други причини за ангелски крила могат да бъдат: прекалено бърз растеж, травма, грешна инкубация и процес на люпене или генетичен дефект.
При възрастните птици ангелско крило е неизлечимо заболяване. При младите птици често помага смяната на богата на протеини диета с храна богата на витамини D и E.